# Leen van de Velde
Leendert Jacob (Leen) van de Velde (Rotterdam, 7 mei 1926 – aldaar, 20 januari 2014) was een Nederlands voetballer in de jaren vijftig die uitkwam voor Overmaas, Feijenoord en DCL.

## Levensloop
Van de Velde is een geboren Rotterdammer en werd lid van Feijenoord in december 1950, hij begon in de jeugd bij Overmaas en stapte op 24-jarige leeftijd over naar Feyenoord. Zijn positie in het veld was linksbuiten bij Feijenoord. In een van die seizoenen fungeerde hij ook als aanvoerder van het elftal. Hij speelde meer dan 80 wedstrijden voor Feijenoord. Leen van de Velde verliet Feijenoord in mei 1954 voor DCL.
Van de Velde overleed in januari 2014 op 87-jarige leeftijd in Rotterdam.

## Statistieken
| Seizoen | Club       | Wedstrijden | Doelpunten | Competitie    |
| ------- | ---------- | ----------- | ---------- | ------------- |
| 1950-51 | Feijenoord | 13          | nnb        | Eerste klasse |
| 1951-52 | Feijenoord | 26          | nnb        | Eerste klasse |
| 1952-53 | Feijenoord | 26          | nnb        | Eerste klasse |
| 1953-54 | Feijenoord | 26          | nnb        | Eerste klasse |

## Buiten verenigingsverband
Leen van de Velde werd gekozen voor het Rotterdams Elftal en het Zwaluwen elftal. 
| Datum      | Wedstrijden            | Uitslagen |
| ---------- | ---------------------- | --------- |
| 24-11-1951 | Rotterdam - Antwerpen  | 3-6       |
| 26-12-1951 | Rotterdam - Zwaluwen   | 1-1       |
| 28-05-1952 | Rotterdam - Sturm Graz | 1-1       |
| 11-06-1952 | Leeuwarden - Zwaluwen  | 2-2       |
| 16-11-1952 | Rotterdam - Twente     | 4-1       |
| 17-02-1953 | Den Haag - Rotterdam   | 3-2       |
| 19-04-1953 | Rotterdam - Antwerpen  | 3-3       |

## Trivia
- Zijn dochter Saskia was ook een voetbalster en speelde onder andere voor het Nederlands vrouwenvoetbalelftal en R.C.V.V. Zwart-Wit'28.